# چیستیه پرودی (باشقیرستان)
چیستیه پرودی (انگلیسی: Chistye Prudy, Bashkortostan) یک شهرک در شهرستان بیرسکی باشقیرستان کشور روسیه است.